# Зоря (Антоновський сільський округ)
Зоря́ (каз. Заря) — село у складі Айиртауського району Північноказахстанської області Казахстану. Входить до складу Антоновського сільського округу, раніше перебувало у складі ліквідованої Луначарської сільської ради.
Населення — 83 особи (2021; 107 у 2009, 240 у 1999, 295 у 1989).
Національний склад станом на 1989 рік:
- росіяни — 65 %.

У радянські часи село називалось Веселе.